# Joaquim Garcia Leal
Joaquim Garcia Leal (Lavras, 15 de julho de 1790 — Paranaíba, em data desconhecida) foi um desbravador brasileiro do sul de Mato Grosso e um dos fundadores do município de Paranaíba.
Foi filho de João Garcia Leal, assassinado, e de Maria Joaquina do Espírito Santo.
No final da década de 1820, partiu com os irmãos, Eufrásia Garcia Leal, José Garcia Leal, José Pedro Garcia Leal, Januário Garcia Leal Sobrinho e João Pedro Garcia Leal para desbravar o leste do atual estado de Mato Grosso do Sul. Com eles, suas respectivas famílias e escravos, fundou o arraial de Sete Fogos, que depois se transformou na cidade de Paranaíba.
Joaquim Garcia Leal foi inventariado na cidade de Formiga em 1840.